# Mannia pilosa
Mannia pilosa là một loài rêu trong họ Aytoniaceae. Loài này được Hornem. Frye & L. Clark mô tả khoa học đầu tiên năm 1937.